# Samsung C3050
A Samsung C3050 mobiltelefon (teljes nevén Samsung C3050 Stratus) egy csúszkás kialakítású készülék. A gyártó 2009 februárjában jelentette be, majd 2009 júniusában jelent meg a boltok polcain, itthon is szinte azonnal elérhető volt a 3 mobiltelefon szolgáltatónál. 2011 februárjában még kapható.

## Külső felépítés
A készülék csúszkás - mobilos körökben úgynevezett slider - kialakítású, így zárt állapotában a számbillentyűk nem látszanak. A készülék előlapján a 2" méretű kijelző felett a hangszóró, alatta a 4 irányú navigáló gomb található. Ez utóbbi közepén és két oldalán funkciógombok vannak, amelyek funkciója az adott menüpont függvényében változik. Az bal alsó sarokban a hívást fogadó/kezdeményező, a jobb aló sarokban a hívás vége/elutasító gomb foglal helyet. A készüléket szétcsúsztatva válik láthatóvá a számok gombsora. A telefon bal oldalán a hangerőszabályzó, alatta a memóriakártya foglalata található. Jobb oldalon a Samsung egyedi töltő csatlakozója van, ide lehet a fejhallgatót és a külön megvásárolható usb kábelt is csatlakoztatni.

## Funkciók
A készülék a 850, 900, 1800 és 1900 MHz-es GSM frekvenciákon működik. Kiemelt funkciói:
- Bluetooth (kihangosító, headset, adatkapcsolat)
- MicroSD támogatás 8 GB-ig
- Hangjegyzet
- 15 MB belső memória
- Prediktív szövegbevitel
- Világóra
- Mértékegység-átváltó
- WAP böngésző
- Zenelejátszó
- FM-rádió
- Java játékok

## Multimédia
A készülék egy VGA felbontású kamerával rendelkezik, ami 640 x 480 képpont felbontású állóképek rögzítését teszi lehetővé. A szoftver háromszoros digitális zoomot tesz lehetővé,  továbbá rendelkezik önkioldóval, különféle effektusokkal, panoráma móddal és fehéregyensúly-beállítással. 128 x 96 felbontású videókészítés is lehetséges. A zenelejátszó az általános zenei formátumokat - mp3, wav, aac - kezeli. ID3 információk alapján rendszerezi a zeneszámokat. Az FM-rádió a fejhallgató csatlakoztatása után elérhető, automatikus hangolással, csatornalistával, beállítható műsoremlékeztetőkkel és RDS funkcióval is rendelkezik. A zenelejátszó és a rádió a háttérben is szól, a kamera és a telefonhívás kivételével minden funkcióval párhuzamosan használhatók. 